# Carlos Scheltema
Carlos Gustave Scheltema (Amsterdam, 7 november 1929 – Laren (Noord-Holland), 10 december 2023) was een Nederlands architect.

## Scheltema
Hij was zoon van de Zwitserse Marguerite Nell (Gritli) Chable en Carlos Scheltema uit Nieuwer-Amstel werkend bij een verzekeringsmaatschappij Broer Philippe Scheltema was journalist, onder andere van Het Gebouw. Hijzelf was in 1965 getrouwd met kunsthistorica Els Vriesendorp.
Zijn opleiding verkreeg hij aan de Eerste Openluchtschool voor het Gezonde Kind aan de Cliostraat. Daarna volgde het Willem de Zwijger College in Bussum. Zijn dienstplicht vervulde hij bij de Koninklijke Landmacht Artillerie (werd er reserve-officier). Voor de vervolgopleiding trok hij weer naar Amsterdam; de Avond-Middelbare technische school. Praktijkervaring deed hij op bij diverse architectenbureaus waaronder dat van Frans den Tex en Auke Komter. In 1962 vestigde hij zich in Naarden als Scheltema en Vriesendorp. In 2024 ging hij met pensioen.
Naast zijn werkzaamheden als architect had hij veel werk aan behoud en herstel van Naarden Vesting, waarvoor het in 1968 Werkgroep Vesting had opgericht. Over zijn werk voor de vesting schreef hij De vesting Naarden, een halve eeuw restaureren voor uitgeverij Matrijs (ISBN 9789053454800).
Andere vermeldenswaardige functies waren die van voorzitter Bouwvereniging Volksbelang, bestuurslid Stichting Menno van Coehoorn, Stichting Het Nederlands Vestingmuseum, Erfgoedvereniging Bond Heemschut afdeling Amsterdam, Stichting De Vesting Naarden en secretaris-Generaal van International Fortress Council, forten waren sowieso zijn hobby.
Buiten de bouwwereld had hij interesse in watersport (roei- en zeilvereniging Naarden) en de muziek van Johann Sebastian Bach (bestuur Stichting Nederlandse Bachvereniging en Stichting Vrienden van die vereniging). Tussen 1996 en 2002 was hij gemeenteraadslid binnen Naarden voor de Volkspartij voor Vrijheid en Democratie (VVD). Hij schreef ook in de Naarder Koerier.
Scheltema kreeg diverse eerbetonen: Coehoornmortier (1989) zilveren legpenning Naarden (1990), ridder in de Orde van Oranje-Nassau (2006) en erelid ICOMOS (2014). Voorts was hij ereburger van Villefranche-de-Conflent en Mont-Louis en houder van de legpenning van Briançon.
Zijn laatste jaren bracht hij door in het Rosa Spier Huis, waar hij op 95-jarige leeftijd overleed. Er werd speciaal voor hem een herdenkingsdienst gehouden in de Grote Kerk in Naarden.

## Vriesendorp
Elisabeth Anna Maria Vriesendorp (Hengelo, 15 november 1937 – Hilversum, 19 augustus 2018) had na de Hogereburgerschool en gymnasium gestudeerd aan de Universiteit Utrecht. Zij had in de breedte dezelfde interesse als haar echtgenoot, met name historisch en militair erfgoed. Ook zij was bestuurslid van Stichting Vrienden van het Vestingmuseum en Stichting Menno van Coehoorn. In 2006 werd ze benoemd tot ridder in de Orde van Oranje-Nassau.
- Gemeinsame Normdatei: 132220156
- International Standard Name Identifier: 0000 0004 4458 7069
- Library of Congress Control Number: no2015026935
- Nederlandse Thesaurus van Auteursnamen: 37266959X
- Système universitaire de documentation: 182217469
- Virtual International Authority File: 8541153